# 卡茨佩尔·斯托科夫斯基
卡茨佩尔·斯托科夫斯基（波蘭語：Kacper Stokowski，1999年1月6日—），波兰男子游泳运动员，2017年世界青年锦标赛男子4×100米自由泳接力银牌得主和男子50米仰泳铜牌得主、2022年世界短池锦标赛男子50米仰泳铜牌得主、2024年世界短池锦标赛男子100米仰泳和男子4×100米自由泳接力铜牌得主。